# 馬俊仁
馬 俊仁（ば しゅんにん）は中華人民共和国の陸上競技指導者。1990年代に世界記録を続出した馬家軍（ばかぐん、マーチャージン）のコーチ、総帥として知られる。馬家軍は日本語では馬軍団（マーぐんだん）と表記される。

## 人物
1977年鞍山師範学校卒業後、中学校の教員として奉職。自身に陸上競技の経験は無かったが競技指導を始め、1986年に生徒が遼寧省の大会で優勝を収める。その後1988年遼寧省運動科学技術学院コーチに就任。世界中の指導方法の情報を求めては研究して指導法に生かし、1993年9月の中国全国運動会で曲雲霞、王軍霞らが女子中長距離種目の世界記録を相次いで更新するなど、その手腕は世界の耳目を集める。1994年、行きすぎた管理と金銭問題から選手の離反を招き、また同時期に癌や交通事故に見舞われるなど健康問題をも抱えて指導を一時離れるが、後に復帰。1997年10月には董艶梅、姜波が相次いで女子5000mの世界記録を更新した。ドーピング疑惑によって2000年シドニーオリンピック出場ができず、2004年失意のうちにコーチを辞任し競技指導を離れた。コーチ引退後はドッグブリーダーとして過ごしている。ドーピング疑惑について一貫して否定、血液成分の変化は高地トレーニングと日常の訓練によるものと説明している。
陸上競技指導から得た知識をもとに作成した栄養ドリンクの調合レシピを中国企業に売却し1000万元（当時1億2000万円）を得るなど商機に明るかった。日本では、冬虫夏草をもとにした馬軍団の疲労回復ドリンクとして大手商社が販売権を得て発売した。

## 馬軍団
馬軍団は遼寧省の優秀な長距離選手を集めた20人規模のトレーニングチームである。練習の走行距離は1日40km以上に及んだ。また青海省や昆明市の標高2000mを超える高地の合宿拠点を活用してトレーニングを積んだ。上半身をリラックスさせるフォームのピッチ走法が指導された。馬コーチは「上半身はダチョウ、下半身はシカをイメージしろ」という表現を多用した。鍼灸で選手の疲れが取られ、冬虫夏草、朝鮮人参、スッポンなど漢方薬の知識を取り入れたドリンクが与えられたとされる。馬コーチ自らが選手の食事を準備し、選手は日本人選手の2、3倍もの食事量を摂っていた。1994年には上述のレシピ売却益や中国政府の補助金を元手に、大連市にトレーニングセンターを新設し、瀋陽市から練習拠点を移した。男女交際禁止や短髪を強制するなど選手には厳しい規律を求め、従わなかった劉冬は追放された。厳しい規律は選手の脱走を招き、1994年12月には王軍霞、張林麗らが馬軍団を離脱し袂を分かった。1995年には中国国家体育運動委員会が「馬家軍」の呼称使用を禁じ、名称は遼寧女子中・長距離チームに改められた。
1993年9月8日から13日にかけて、中国全国体育大会で曲雲霞、王軍霞らが1500m、3000m、10000mの世界記録を更新。これらの記録の内、王の3000mは2016年現在も保持される世界記録である。1997年には董艶梅、姜波が5000mの世界記録を更新した。

## ドーピング疑惑
1993年の圧倒的な世界記録更新以来、常にドーピング疑惑の目が向けられ、1994年にはIAAFによる抜き打ち検査が行なわれている。2000年シドニーオリンピックでは1500mの李競男・蘭麗新、5000mの董艶梅・宋麗清・尹麗麗、10000mの戴艶艶とコーチである馬が、大会直前になって中国代表から外され出場できなかった。血液検査の結果、禁止薬物エリスロポエチンによるドーピングが疑われたことが理由とされた。2009年10月15日付毎日新聞東京夕刊によると、中国国家体育総局前局長の袁偉民が自らの著書の中で、馬軍団のオリンピック不参加は「ドーピングが原因だった（禁止薬物使用）」と当時の事情について明かしたことが報じられた。
2016年2月、香港の新聞サウスチャイナ・モーニング・ポストは、1995年に中国の作家が王軍霞から「大量の違法薬物を何年も服用させられたのは事実だ」と記した手紙を受け取り、その手紙の写真をテンセントのサイトに今月掲載したと報じた。この作家は当時馬軍団の薬物疑惑を調査しており、手紙には他の選手9人の署名も記されていた。報道に対して国際陸上競技連盟は、「まず手紙が本物であることを確かめなければならない」と中国陸上競技連盟に協力を依頼した上で、事実関係調査を始める意向と伝えられている。

## 馬軍団の主な成績
- 曲雲霞
  - バルセロナオリンピック 1500m 3位
  - 世界陸上競技選手権シュトゥットガルト大会 3000m 優勝
  - 女子1500m元世界記録保持者
  - 1993年女子1500m世界ランキング1位
- 王軍霞
  - 世界陸上競技選手権シュトゥットガルト大会 10000m 優勝
  - 女子3000m世界記録保持者
  - 1993年女子3000mおよび1993-94年女子10000m世界ランキング1位
- 劉東
  - 世界陸上競技選手権シュトゥットガルト大会 1500m 優勝
- 張林麗
  - 世界陸上競技選手権シュトゥットガルト大会 3000m 2位
  - 女子3000m元世界記録保持者
- 張麗栄
  - 世界陸上競技選手権シュトゥットガルト大会 3000m 3位
- 董艶梅
  - 女子5000m元世界記録保持者
  - 1997年女子10000m世界ランキング1位
- 姜波
  - 女子5000m元世界記録保持者
  - 1997年女子5000m世界ランキング1位

## 著書
- 『世界記録続出の軌跡　陸上競技　中国馬家軍(マーチャージン)』（馬俊仁・登学政・浜田安則(共著)、ベースボールマガジン社、1994/4、ISBN  978-4583031125）

## 参考資料
- 3000 Metres All Time - IAAF
- 10,000 Metres All Time - IAAF